# خالد المريخي
خالد المريخي (15 يونيو 1973 -)، شاعر شعبي سعودي. هو «خالد غنام مناحي المريخي المطيري» مواليد 1973. من الشعراء الذين كوّنوا لهم قاعدة جماهيرية وكانت بداية شهرته بعد تعاونه مع عبد المجيد عبد الله في أغنية ما بين بعينك، وبعدها فتحت له باب التعاونات مع مطربين وتكوين قاعدة جماهيرية. ظهر اسمه في منتصف التسعينات على الساحة الشعرية.

## ظهوره
اشتهر في منتصف التسعينات، تصدّر أغلفة المجلات الشعبية أشهرها مجلة المختلف التي تعتبر من أهم المجلات المهتمة في الشعر الشعبي في الوطن العربي، وتفرد عبر المنابر الشعرية سواء بأمسيات أو أصبوحات شعرية أو مهرجانات، وعكس نظرية أن الشاعر هو من يبحث عن الصحفي لينشر له قصيدة.

## أمسياته ومشاركاته
- أكثر من أمسية في مهرجان هلا فبراير.
- أمسية نظمها الاتحاد الوطني لطلبة الكويت فرع الولايات المتحدة الأمريكية.
- مهرجان بريدة الترويحي.
- عضو تحكيم في برنامج شاعر الراية 2022.[2]

## تعاونات فنية
| م | الأغنية                         | الفنان              | ملاحظات |
| - | ------------------------------- | ------------------- | ------- |
|   | ما بيّن بعينك                    | عبد المجيد عبد الله |         |
|   | وين اروح                        | ماجد المهندس        |         |
|   | تكفون خلوه                      | نوال الكويتية       |         |
|   | ضاقت عليك                       | نوال الكويتية       |         |
|   | سعودي                           | نوال الكويتية       |         |
|   | نجدي والدلع شرقاوي              | رابح صقر            |         |
|   | هو هذا                          | رابح صقر            |         |
|   | راحت وقالت                      | نبيل شعيل           |         |
|   | سواها قلبي                      | أصالة               |         |
|   | جيت أشتكي لك                    | سعد الفهد           |         |
|   | الله يا زين اللي احضرت          | راشد الماجد         |         |
|   | يسلم راسك                       | راشد الماجد         |         |
|   | ما جاء على بالي خطاك إنت بالذات | أحلام               |         |
|   | وحدة بوحدة                      | محمد عبده           |         |
|   | يسعدلي هالطلة                   | صابر الرباعي        |         |
|   | حطة يدك                         | فهد مطر             |         |

### اعتزال الشعر الغنائي
في ليلة ال29 من رمضان 1440 هـ، وعند المسجد الحرام أعلن المريخي عن اعتزاله الشعر الغنائي.

## الجنسية الكويتية وتنازله عنها العام 2010
في مداخلة على قناة الرأي, أثار قضيّة المزدوجين، واعلن تنازله عن الجنسية الكويتية وهي القضية التي أثارت نفوس المجتمع الكويتي
والتي أثارها محمد الجويهل في الساحة السياسية للكويت. حصل المريخي على الجنسية قبل 7 سنوات وقال بعد تنازله عنها «وهل هي (الجنسية الكويتية) صك غفران تمنحك حق الدخول إلى الجنة»، وقال «انا سعودي في الأساس والسعودية تعتز بتاريخها ولا تسقط الجنسية عن أحد وقصدت من وراء التنازل عن الجنسية الكويتية توجيه رسالة إلى السلطات لتمارس اجراءاتها، بعد أن بلغ السيل الزبى»، بان السياسية الكويتية تمارس دورا على المواطنين وتضيق الخناق عليهم على اعتبار ان هذا مزدوج وهذا مزدوج...الكل يعرف انني سعودي واحمل الجنسية السعودية في الأساس، وحصلت على الكويتية (الجنسية) منذ 7 سنوات (أي قبل 2010)، ولكن ما يدور حاليا من غمز ولمز تجاه المزدوجين، وهدفي ببعثي رسالة اعبر فيها ان الجنسية الكويتية ليست بصك غفران تؤهل حاملها الدخول إلى الجنة، ولا تتمتع بأي اغراءات. وحتى القانون السعودي عندما تمنح الجنسية بموجبه لا يتراجع، ولا يسقطها عن الممنوحة إليه، كما هو واقع الحال مع الجنسية الكويتية.

## قضية البدون
أبدى المريخي رأيه بهم وقال أن هناك الكثير من البدون استشهد من أجل الدفاع عن الكويت، والإخلاص ليس بالهوية، إنما في الولاء الصادق وفي إثبات هذا الولاء.

## صلة القرابة
- أخيه من أبيه سلطان المريخي [بحاجة لمصدر]

## إصدارات
- ثلاث دواوين صوتية
- ديوان مقروء